# Carl Schumann (Architekt)
Carl Schumann (* 5. Dezember 1827 in Esslingen; † 29. April 1898 in Wien) war ein österreichischer Architekt.

## Leben

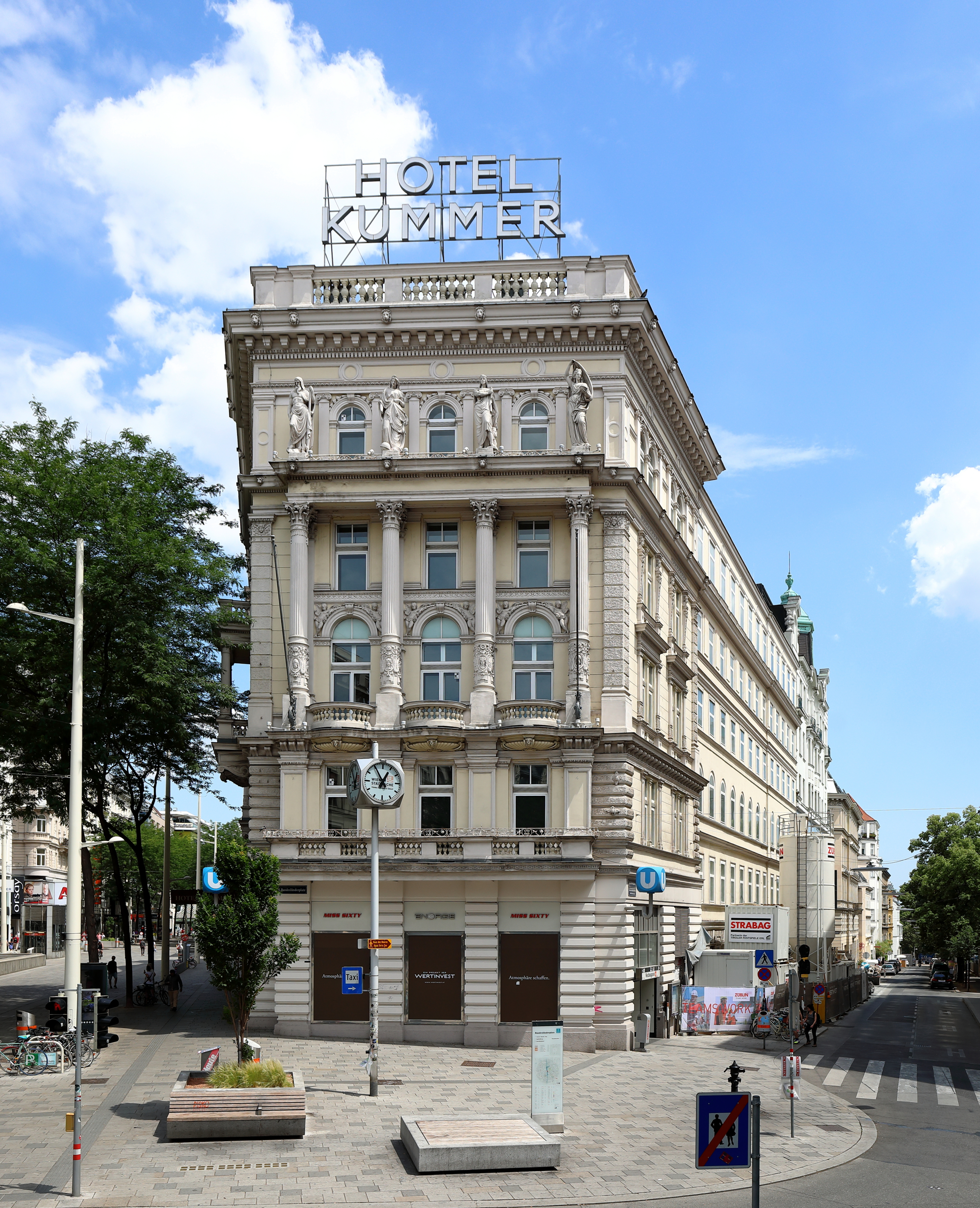
Hotel Kummer, mit Ludwig Tischler und Eduard Kaiser (1870–1872)

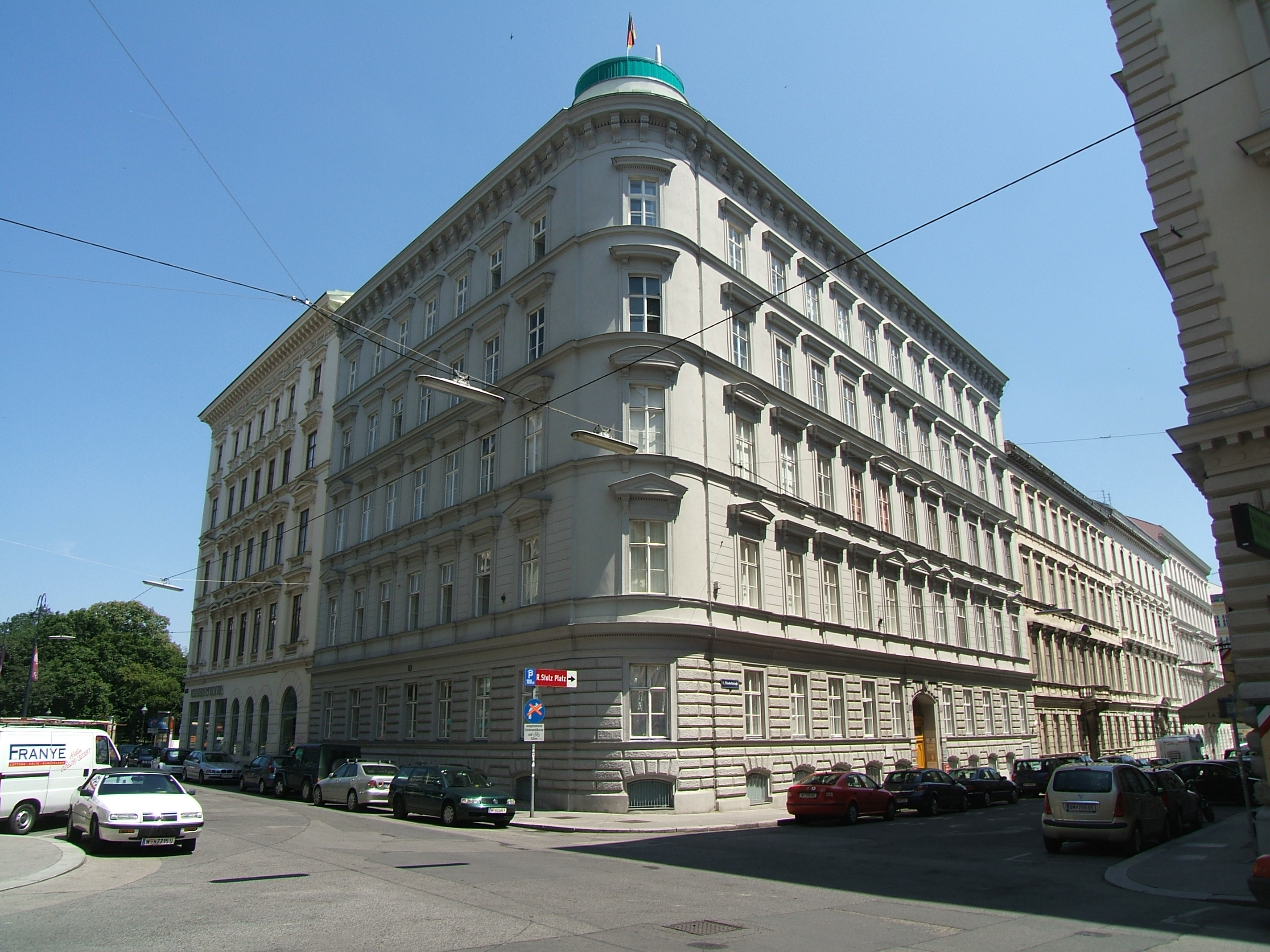
Palais Landau, Wien

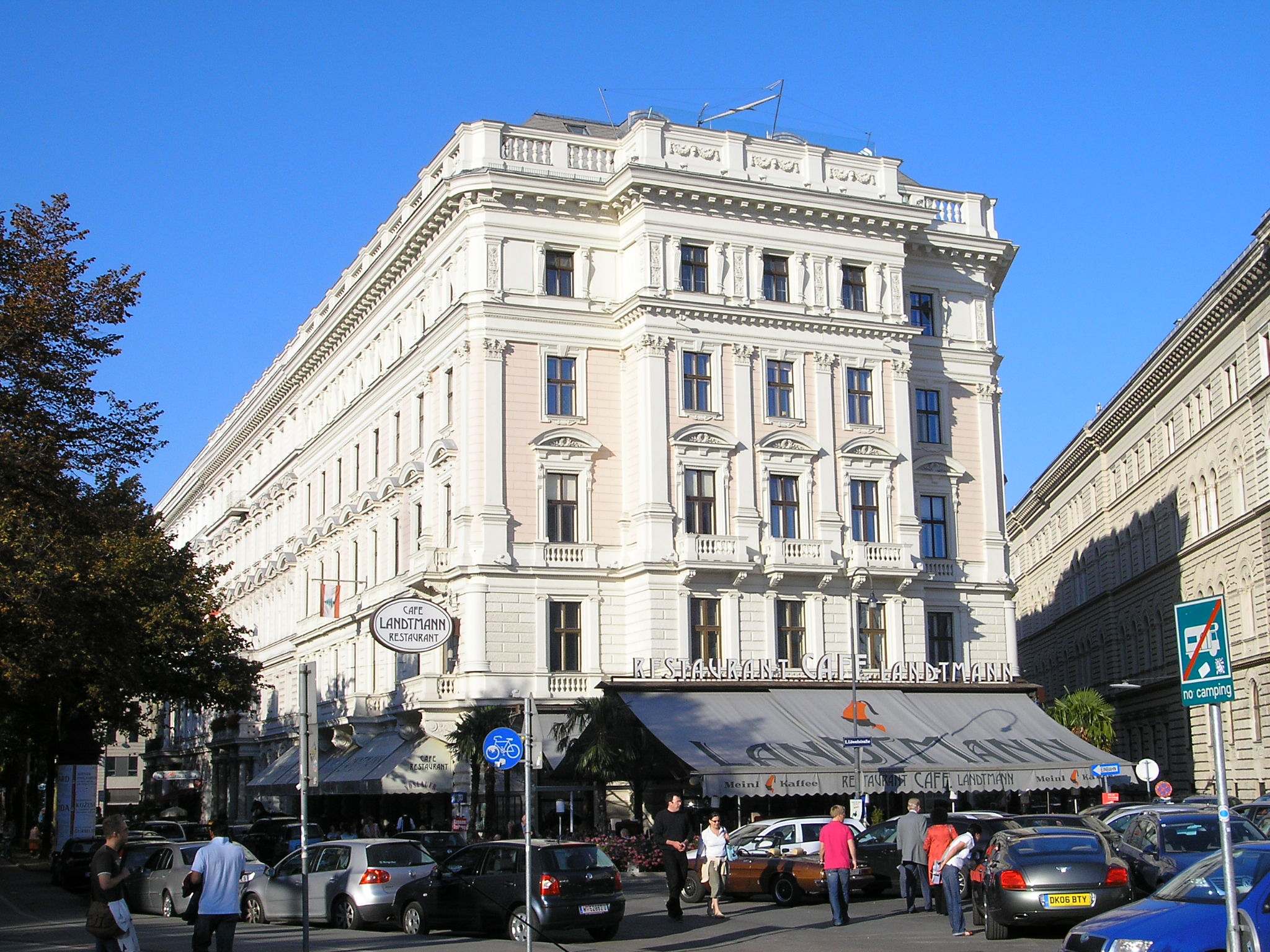
Palais Lieben-Auspitz, Wien

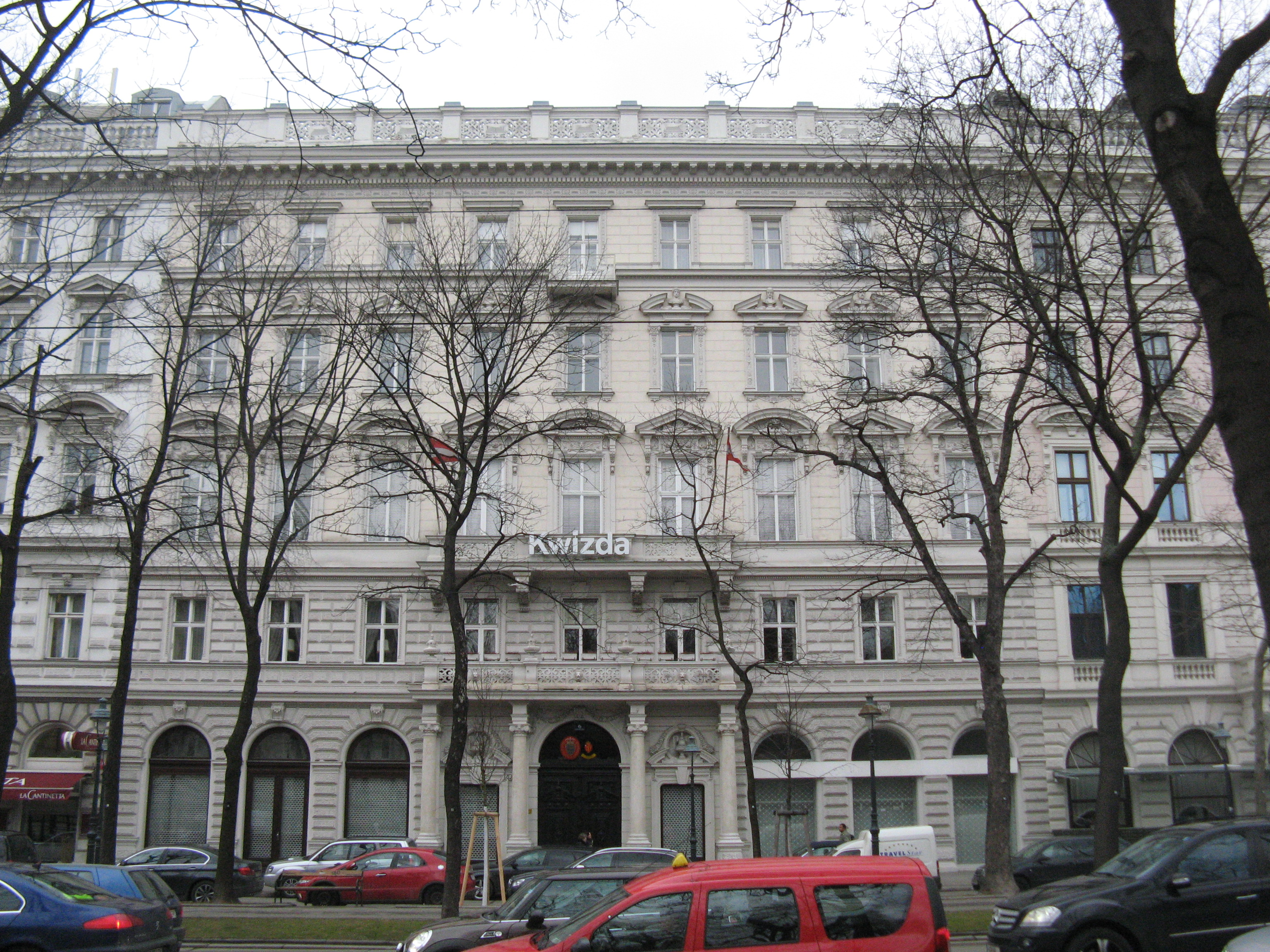
Universitätsring Haus Nr. 6, Wien

Carl Schumann studierte ab 1844 am Polytechnikum Stuttgart Architektur. Hier gehörte er am 2. Februar 1847 zu den Gründern der Verbindung Stauffia, des späteren Corps Stauffia. Nach Abschluss des Studiums ging er 1850 nach Wien. Im Baubüro von Ludwig von Förster führte er erste selbständige Planungen durch, von denen die Synagogen in Budapest und Temeswar sowie das Verwaltungsgebäude der Donaudampfschifffahrtsgesellschaft in Budapest zu nennen sind.
Von 1857 bis 1869 stand er der Hochbauabteilung der Österreichisch-ungarischen Staatseisenbahngesellschaft vor. In dieser Zeit führte er den Bau des Wiener Staatsbahnhofes, auch Ostbahnhof genannt, sowie die Errichtung einiger Amtsbauten und zahlreicher Miethäuser durch. Bei vielen dieser Arbeiten arbeitete er zusammen mit Wilhelm von Flattich.
1869 wechselte er als Baudirektor und Geschäftsführer zur Wiener Baugesellschaft, deren Geschäfte er bis 1898 führte. 1873 wurde er darüber hinaus noch in den Verwaltungsrat der Gesellschaft berufen. Dort arbeitete er mit den Architekten Ludwig Tischler und Theodor Bach zusammen. Neben der Planung verschiedener Hotels insbesondere für die Weltausstellung 1873 in Wien konzentrierte sich die Gesellschaft auf die Planung und Errichtung repräsentativer Miethäuser im Innenstadtbereich Wiens. Mehr als einhundert Wohnhäuser wurden von der Gesellschaft unter der Führung von Schumann errichtet, die noch heute das Stadtbild Wiens prägen. Einige von ihnen werden in der Liste der denkmalgeschützten Objekte des 1. Wiener Gemeindebezirks Innere Stadt geführt.
Durch sein Engagement in zahlreichen Verwaltungsräten und Kommissionen zählte Schumann zu den maßgeblichen Persönlichkeiten der Wiener Gesellschaft.

## Bauwerke
- Synagoge in Temesvar (1865)
- Verwaltungsgebäude der Donaudampfschiffahrtsgesellschaft in Budapest (um 1850)
- Miethaus Kärntner Ring 8, Wien (1861 fertiggestellt, mit Wilhelm Flattich)
- Wohnhaus Babenberger Straße 5, Wien (1865 fertiggestellt)
- Wiener Staatsbahnhof (Ostbahnhof), Wiedner Gürtel 1b, Wien (fertiggestellt 1870, nicht erhalten)
- Palais Landau, Wien (1870 fertiggestellt)
- Wohnhaus Hansenstraße 2–6, Wien (fertiggestellt 1872)
- Palais Lieben-Auspitz, Universitätsring 4. Wien (1874 fertiggestellt, mit Ludwig Tischler)
- Mietwohnhaus Universitätsring 6, Wien (fertiggestellt 1874, mit Ludwig Tischler)
- Ehemaliges Hardeggsches Stiftungshaus, Kärntner Straße 39, Wien (1888 fertiggestellt)
- Werkstättengebäude der Wiener Lokomotivfabrik AG in Floridsdorf

## Auszeichnungen
- 1866 wurde Schumann zum Ehrenmitglied der Akademie der bildenden Künste Wien berufen, 1868 zum wirklichen Mitglied.
- 1873 wurde er zum k.u.k. Baurat ernannt.
- 1896 wurde ihm für den Ausbau des Michaelertrakts der Wiener Hofburg das Ritterkreuz des Franz-Joseph-Ordens verliehen.

## Ämter und Mitgliedschaften
- Von 1852 bis zu seinem Tod war Schumann Mitglied des Österreichischen Ingenieur- und Architektenvereins, dessen Vorstand er zeitweise angehörte.
- 1873 wurde er Mitglied der Genossenschaft der bildenden Künstler Wien
- Ab 1878 gehörte er dem Komitee des Österreichischen Ingenieur- u. Architektenvereines für die neue Bauordnung für Wien von 1883 an.
- Von 1889 bis 1891 war er Mitglied im Verwaltungsrat der Ersten Österreichischen Bau- und Verkehrsgesellschaft.
- Des Weiteren gehörte er dem Verwaltungsrat der Wiener Spiegelglasversicherungsgesellschaft an.
- Von 1889 bis 1898 war er Mitglied der Prüfungskommission der Technischen Hochschule Wien.